# Agathidium seminulum
Agathidium seminulum är en skalbaggsart som först beskrevs av Carl von Linné 1758.  Agathidium seminulum ingår i släktet Agathidium, och familjen mycelbaggar. Arten är reproducerande i Sverige.

## Bildgalleri

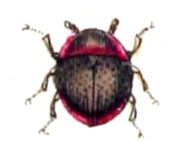
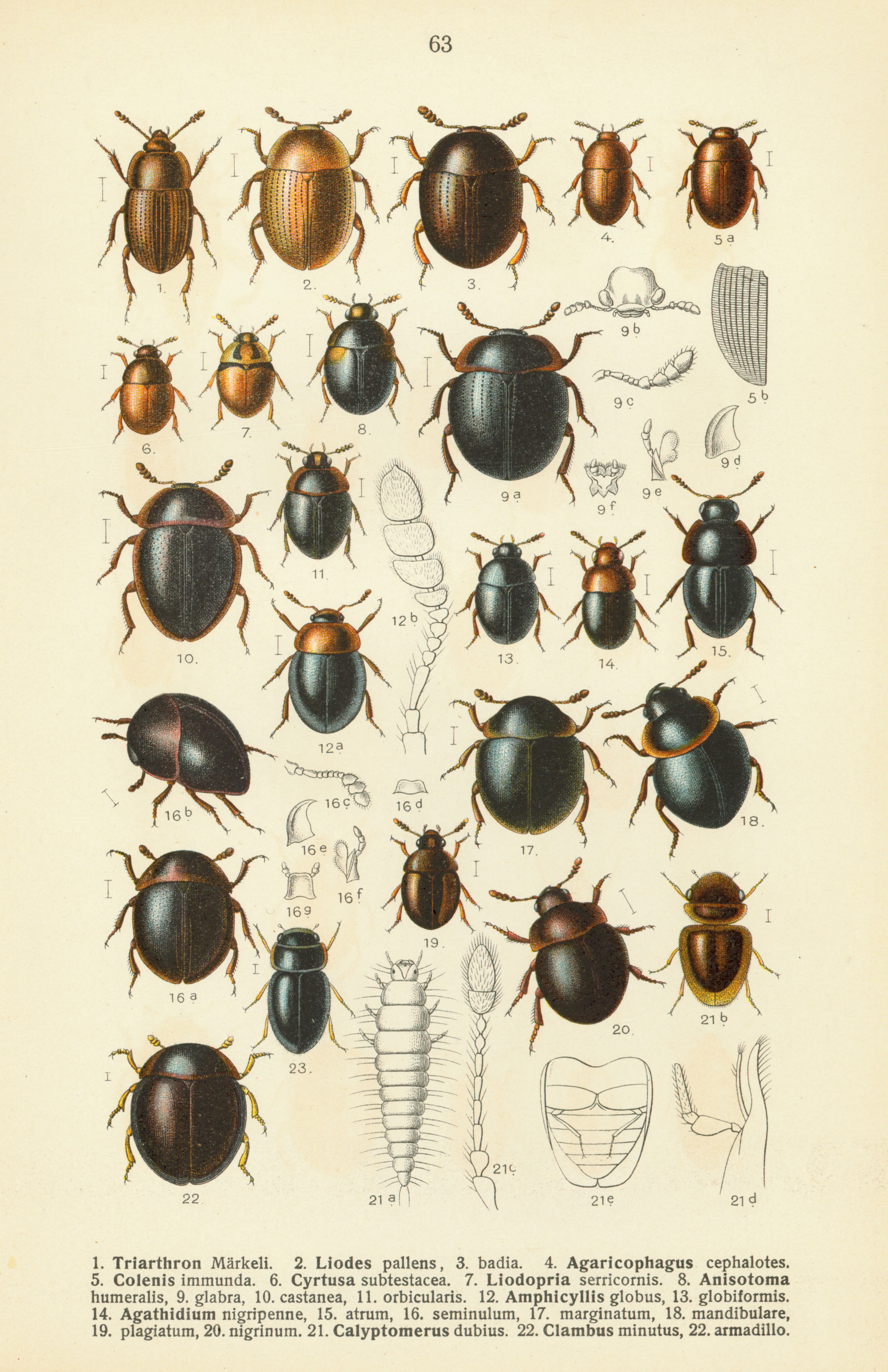